# Bosque nacional de Uinta
El bosque nacional de Uinta (en inglés: Uinta National Forest) es un bosque nacional de los Estados Unidos situado en el centro norte del estado de Utah. Originalmente fue parte de la Reserva forestal de Uinta, creada por Grover Cleveland el 2 de febrero de 1897. El nombre se deriva de la palabra ute «Yoov-we-teuh» que significa 'bosque de pinos' Debido a los cambios en los límites en los últimos años, las montañas Uinta ahora se encuentran en el bosque nacional Wasatch-Cache. En agosto de 2007 se anunció que el bosque nacional de Uinta se fusionaría con el bosque nacional Wasatch-Cache con sede en Salt Lake City, Utah, a 80 kmal norte de Provo, Utah.
Fue una de las zonas en las que se rodó la película "Las Aventuras de Jeremiah Johnson".